# Vibeke Sperling
Vibeke von Sperling (født 26. januar 1945 i Aalborg, død 13. maj 2017 i København) var en dansk journalist. Hun var søster til Ruth- og Peter Vilhelm. og mor til Anna von Sperling.
Hun arbejdede gennem en menneskealder som udsendt og rapporterede fra Sovjetunionen, USA og Italien for Dagbladet Information, DR, Politiken og DR m.fl..

## Baggrund og tidlig karriere
Hun var datter af brygmester Kurt Ditlev Vilhelm von Sperling (1904-1974) og telegrafist og servitrice Grethe Lund Pedersen (død i 1973). Faderen var en forarmet tysk adelsmand, mens moderen kom fra et solidt socialdemokratisk miljø. Da Vibeke var fem år, blev forældrene skilt, og børnene flyttede med moderen til Skive.
Vibeke Sperling blev klassisk-sproglig student fra Viborg Katedralskole og begyndte at læse klassisk arkæologi på Aarhus Universitet, men færdiggjorde ikke uddannelsen.
Et studieophold i Tyrkiet vakte hendes sociale engagement, og interessen for andre kulturer blev yderligere styrket gennem rejser i Central- og Østeuropa. Hun havde sommerjob som rejseleder, bl.a. i det tidligere Jugoslavien, hvor hun lærte sig serbokroatisk og deltog i selvforvaltningsmøderne i hotelkomplekset.
Hun blev fascineret af den jugoslaviske samfundsmodel og begyndte at læse slaviske sprog og havde følgende beskæftigelse:
- Undervisningsassistent vedrørende Sovjetunionen, Øst- og Centraleuropa på Aarhus Universitet og Roskilde Universitet (1974–78).
- Ansat på Dagbladet Information (1978–87).
- Korrespondent for avisen i Moskva (1981–82).
- Chefredaktør sammesteds (1983–87) sammen med Torben Krogh. Hun dækkede især Østeuropa som udenrigskorrespondent.
- Sovjetmedarbejder, senere Ruslands- og Østeuropamedarbejder ved Orientering, Danmarks Radios P1 (1987–93).
- Redaktør af Det udenrigspolitiske magasin (udgivet af Det Udenrigspolitiske Selskab) (1988-93).
- Danmarks Radios korrespondent i Moskva (1993–97).
- Redaktør af det udenrigspolitiske magasin Udefra på DR2 (1997–98).
- Udlandsredaktør på Politiken (1998–00).
- Udlandsmedarbejder sammesteds (2003–)

## Politisk engagement og terrorstøtte
Ved dannelsen af Venstresocialisterne (VS) i 1967, et marxistisk inspireret parti med stærke antiautoritære træk, engagerede Vibeke Sperling sig i partiet og blev indvalgt i dets hovedbestyrelse. I 1970'erne opfordrede hun til at forsvare terrororganisationen Rote Armee Fraktion og erklærede, at hun og mange andre var klar til at foretage bombesprængninger af virksomheder for at igangsætte den socialistiske revolution.

## Tillidshverv
- Medlem af bestyrelsen for Dansk Center for Holocaust- og Folkedrabsstudier (DCHF) (1999-02).